# Санда (приток Линды)
Санда — река в России, протекает в Городском округе Бор и Городецком районе Нижегородской области.
Устье реки находится в 27 км по правому берегу реки Линды. Длина реки составляет 49 км, площадь водосборного бассейна — 262 км². В 21 км от устья принимает слева реку Честка.
Река начинается у деревни Обмелюхино в 18 км к северо-западу от села Линда. Течёт на юг, затем у села Зиняки поворачивает на юго-восток. Долина реки плотно заселена, на берегах стоят многочисленные небольшие деревни. Впадает в Линду у села Кантаурово.

## Происхождение названия
Вероятное происхождение из германских языков — от протогерманского *sanda- «песок, песчаный» (англ. sand). Также гидроним может быть этимологизирован из иранского sant «камень», имеющего, видимо, общее происхождение с германским sanda. Слова сандал (сантал) и сандалия также индоиранского происхождения от основ, означающих «светлый, блестящий» и, предположительно, «почва», по своей семантике могущих быть основой этого гидронима.

## Данные водного реестра
По данным государственного водного реестра России относится к Верхневолжскому бассейновому округу, водохозяйственный участок реки — Волга от Горьковского гидроузла и до устья реки Ока, речной подбассейн реки — Волга ниже Рыбинского водохранилища до впадения Оки. Речной бассейн реки — (Верхняя) Волга до Куйбышевского водохранилища (без бассейна Оки).
По данным геоинформационной системы водохозяйственного районирования территории РФ, подготовленной Федеральным агентством водных ресурсов:
- Код водного объекта в государственном водном реестре — 08010300512110000017480
- Код по гидрологической изученности (ГИ) — 110001748
- Код бассейна — 08.01.03.005
- Номер тома по ГИ — 10
- Выпуск по ГИ — 0